# بيتر هولاند
بيتر هولاند هو لاعب هوكي الجليد كندي، ولد في 14 يناير 1991 في تورونتو في كندا.

## وصلات خارجية
- بيتر هولاند على موقع دوري الهوكي الوطني (الإنجليزية)
- بيتر هولاند على موقع EliteProspects.com (الإنجليزية)
- بيتر هولاند على موقع HockeyDB.com (الإنجليزية)
- بيتر هولاند على موقع Hockey-Reference.com (الإنجليزية)